# Angela Merkel
Angela Dorothea Merkel (Hamburgo, 17 de julho de 1954) é uma política alemã que serviu como Chanceler da Alemanha de 2005 a 2021 e foi líder do partido de centro-direita União Democrata-Cristã (CDU) de 2000 a 2018. Ela já foi descrita como a líder de facto da União Europeia, a mulher mais poderosa do mundo e a "líder do Mundo Livre".
Merkel nasceu em Hamburgo, na Alemanha Ocidental, e mudou-se para a Alemanha Oriental ainda criança, quando seu pai, um clérigo luterano, recebeu um pastorado em Perleberg. Ela se formou em química quântica em 1986, e trabalhou com pesquisas científicas até 1989. Após a Revolução de 1989, ela entrou na política e por um curto prazo foi porta-voz do primeiro governo democraticamente eleito na Alemanha Oriental, liderado por Lothar de Maizière em 1990. Após a reunificação alemã, Merkel foi eleita para o Bundestag, pelo estado de Mecklemburgo-Pomerânia Ocidental, sendo reeleita desde então. Como protegida do chanceler Helmut Kohl, ela foi nomeada Ministra do Meio Ambiente, Proteção da Natureza e Segurança Nuclear da Alemanha em 1994. Depois que o seu partido perdeu as eleições federais em 1998, ela foi eleita secretária-geral da CDU, antes de vir a se tornar a primeira líder mulher do partido dois anos depois, após um escândalo de corrupção vir a tona e derrubar Wolfgang Schäuble.
Ela foi eleita a primeira chanceler da Alemanha, após as eleições de 2005, com uma grande coalizão formada pelo CDU, seu partido, a União Social Cristã (CSU), partido irmão do CDU na Baviera, e o Partido Social-Democrata da Alemanha (SPD). Nas eleições federais de 2009, a CDU obteve a maior parte dos votos e Merkel conseguiu formar um governo de coalizão com o Partido Democrático Liberal (FDP). Nas eleições de 2013, a CDU obteve uma vitória esmagadora com 41,5% dos votos e formou uma segunda grande coalizão com o SPD, depois que o FDP perdeu toda a sua representação no Bundestag. Nas eleições federais de 2017, a CDU novamente se tornou o maior partido, e Merkel foi reeleita para o seu quarto mandato em 14 de março de 2018.
Em 2007, Merkel foi presidente do Conselho Europeu e desempenhou papel central nas negociações do Tratado de Lisboa e na Declaração de Berlim. Uma das prioridades consistentes de Merkel, tem sido o fortalecimento das relações econômicas transatlânticas. Merkel, desempenhou um papel crucial na gestão da crise financeira a nível europeu e internacional. Na política interna, a reforma no serviço de saúde, os problemas relativos ao desenvolvimento energético futuro e, mais recentemente, a abordagem de seu governo diante da atual crise migratória, foram questões importantes durante a sua chancelaria. Em 26 de março de 2014, Merkel tornou-se a chefe do governo com mais tempo na União Europeia e atualmente é a líder sênior do G7. Em outubro de 2018, Merkel anunciou que não concorreria a reeleição como líder da coalizão CDU/CSU na convenção do partido em dezembro de 2018, com seu mandato como Chanceler do país se encerrando em dezembro de 2021.

## Infância e juventude
Angela Dorothea Merkel (pronúncia em alemão AFI: [aŋˈɡeːla doʁoˈteːa ˈmɛʁkəl]  ouça) nasceu Angela Dorothea Kasner, em Hamburgo, Alemanha Ocidental, filha de Horst Kasner (1926-2011), natural de Berlim, e sua esposa Herlind, nascida Herlind Jentzsch, em 1928, em Danzig (hoje Gdańsk, Polônia), uma professora de inglês e latim. A sua mãe fora membro do Partido Social-Democrata da Alemanha.
Em entrevista a Der Spiegel em 2000, Merkel declarou ser um quarto polaca. Kasner foi o nome inventado pelo avô Ludwig Kazmierczak em 1930, depois de ter deixado Poznan na sua Polônia Natal, com destino à Alemanha. O jornal semanal Preußische Allgemeine Zeitung, tentando estabelecer se esta referência se devia aos seus avós maternos, Willi Jentzsch e Gertrud Drange, informou que, de acordo com suas pesquisas, ambos tinham ascendência alemã e viviam em Danzig, onde Willi Jentzsch era um professor ginasial. Merkel tem um irmão, Marcus (nascido em 7 de julho de 1957) e uma irmã, Irene (nascida em 19 de agosto de 1964).
O pai de Merkel estudou teologia em Heidelberg, Bielefeld e Hamburgo. A religião desempenhou um papel fundamental na migração da família de Merkel da Alemanha Ocidental para a Alemanha Oriental. O avô paterno de Merkel era originalmente católico, mas toda a família se converteu ao luteranismo durante a infância de seu pai. Em 1954, Horst Kasner recebeu um pastorado na igreja de Quitzow (perto de Perleberg em Brandemburgo), que então pertencia à Alemanha Oriental, e a família mudou-se para Templin. Dessa forma, Merkel cresceu numa região rural a 80 km ao norte de Berlim. Gerd Langguth, um ex-membro sénior da União Democrática Cristã de Merkel, afirma no seu livro que a possibilidade da família de viajar livremente do leste para a Alemanha Ocidental durante os anos seguintes, bem como a sua posse de dois automóveis, leva à conclusão de que o pai de Angela Merkel tinha uma relação "simpática" com o regime comunista, uma vez que tal liberdade e privilégios para um sacerdote cristão e sua família teriam sido impossíveis na Alemanha Oriental.
Como a maioria dos alunos, Merkel foi membro do movimento juvenil oficial Juventude Livre Alemã (JLA), o movimento oficial da juventude comunista patrocinado pelo Partido Socialista Unificado da Alemanha, o único partido político até então permitido na Alemanha Oriental. A adesão era nominalmente voluntária, mas aqueles que não aderiam dificilmente obteriam acesso ao ensino superior. No entanto, ela não participou da Jugendweihe, uma cerimônia secular de transição para a vida adulta que era comum na Alemanha Oriental, e em vez disso foi confirmada na Igreja Luterana (cerimônia que equivale à primeira comunhão da Igreja Católica). Mais tarde, na Academia de Ciências, ela tornou-se membro do conselho distrital da JLA e secretária para "Agitprop" (agitação e propaganda). Merkel afirmava que era secretária da cultura. Quando o presidente naquela época do distrito da JLA de Merkel a contradisse, ela insistiu que: "Segundo a minha memória, eu era secretária da cultura. Mas o que sei eu? Acredito que quando eu tiver 80, eu não vou saber de mais nada". A avaliação de Merkel no curso obrigatório de marxismo-leninismo foi apenas genügend (suficiente, nota para aprovação) em 1983 e 1986.
Na escola, aprendeu a falar russo fluentemente, e foi premiada por sua proficiência em russo e Matemática.:50 Merkel foi educada em Templin e na Universidade de Leipzig, onde estudou física de 1973 a 1978. Enquanto estudante, participou na reconstrução da ruína do Moritzbastei, um projeto estudantil iniciado para criar o seu próprio clube e facilidades de recreação no campus. Tal iniciativa foi inédita na Alemanha Oriental naquele período, e inicialmente sofreu resistência da Universidade de Leipzig. No entanto, com o apoio da liderança local do Partido Socialista Unificado da Alemanha, o projeto foi autorizado. Merkel trabalhou e estudou no Instituto Central de Físico-Química da Academia de Ciências em Berlim-Adlershof de 1978 a 1990. Depois de ser laureada com um doutorado por sua tese sobre química quântica, trabalhou como pesquisadora e publicou vários trabalhos científicos.
Em 1989, Merkel envolveu-se no crescente movimento democrático após a queda do Muro de Berlim, juntando-se ao novo partido de centro-direita Despertar Democrático. Após a primeira (e única) eleição democrática do Estado da Alemanha Oriental, tornou-se a porta-voz adjunta do novo governo interino pré-unificação liderado por Lothar de Maizière.:112–137

## Parlamentar e ministra
Na primeira eleição geral pós-reunificação em dezembro de 1990, Merkel foi eleita para o Bundestag (câmara baixa do parlamento alemão) pelo distrito eleitoral de Stralsund - Nordvorpommern - Rügen, que é coextensivo com o distrito de Vorpommern-Rügen. Este último manteve seu distrito eleitoral até hoje. Seu partido se fundiu com o alemão ocidental CDU e ela se tornou Ministra da Mulher e da Juventude no terceiro gabinete de Helmut Kohl. Em 1994, foi nomeada ministra do Meio-Ambiente e da Segurança Nuclear, o que lhe deu maior visibilidade política e uma plataforma sobre a qual construir a sua carreira política. Como uma das protegidas de Kohl e a ministra mais jovem do seu gabinete, era referida por Kohl como "mein Mädchen" ("minha menina").

## Líder da oposição

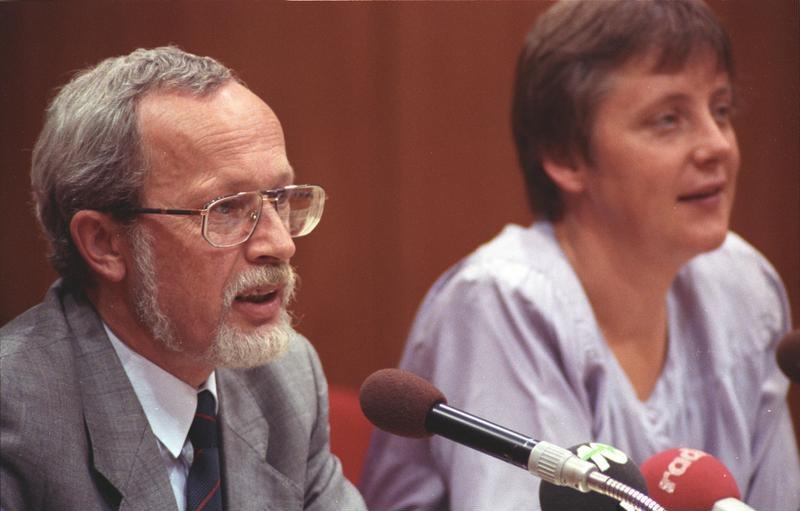
Merkel enquanto deputada e porta-voz do governo ao lado de Lothar de Maizière, em agosto de 1990.

Quando o governo Kohl foi derrotado na eleição geral de 1998, Merkel foi nomeada secretária-geral do CDU. Nesta posição, Merkel coordenou uma série de vitórias eleitorais democrata-cristãos em seis das sete eleições estaduais apenas em 1999, quebrando a coalizão mantida entre o SPD e Partido Verde no Bundesrat, a casa legislativa que representa os estados. Após um escândalo de financiamento partidário, o que comprometeu muitos líderes do CDU (mais notadamente o próprio Kohl, que se recusou a revelar o doador de 2 milhões de marcos alegando que tinha dado a sua palavra de honra, e o então presidente do partido Wolfgang Schäuble, sucessor de Kohl escolhido a dedo, que também não quis cooperar), Merkel criticou seu ex-mentor Kohl e defendeu um novo começo para o partido sem ele. Ela então foi eleita para substituir Schäuble, tornando-se a primeira mulher presidente de seu partido, em 10 de abril de 2000. Sua eleição surpreendeu muitos observadores, uma vez que sua personalidade contrastava com o partido que ela tinha sido escolhida para liderar; Merkel é protestante, proveniente da região predominantemente protestante do norte da Alemanha, enquanto o CDU é um partido socialmente conservador e dominado por homens, e com bases concentradas no oeste e sul da Alemanha, e o CSU, seu partido irmão da Baviera, tem profundas raízes católicas.
Após sua eleição como líder da CDU, Merkel desfrutava de considerável popularidade entre a população alemã e era a favorita de muitos alemães para concorrer contra o chanceler Gerhard Schröder na eleição de 2002. No entanto, ela não recebeu apoio suficiente em seu próprio partido e, particularmente, no seu partido irmão (a União Social Cristã, ou CSU, da Baviera), e posteriormente foi atropelada politicamente pelo líder do CSU Edmund Stoiber, a quem ela finalmente cedeu o privilégio de concorrer contra Schröder. No entanto, ele perdeu uma grande vantagem nas pesquisas de opinião para acabar perdendo a eleição por uma margem muito pequena. Após a derrota de Stoiber, em 2002, além de seu papel como presidente do CDU, Merkel tornou-se líder da oposição conservadora na câmara baixa do Parlamento alemão, o Bundestag. Seu rival, Friedrich Merz, que ocupava o cargo de líder parlamentar antes da eleição de 2002, foi afastado para dar lugar a Merkel.
Merkel apoiou uma substancial agenda de reformas referente ao sistema social e econômico da Alemanha e foi considerada mais pró-mercado do que o seu próprio partido (CDU). Defendeu mudanças no direito do trabalho alemão, especificamente removendo barreiras para a demissão de funcionários e aumentando o número permitido de horas de trabalho semanais, argumentando que as leis existentes tornavam o país menos competitivo, porque as empresas não podiam controlar facilmente os custos do trabalho nas épocas que os negócios estavam em ritmo lento.
Também defendeu que a energia nuclear na Alemanha deveria ser substituída menos rapidamente do que o governo Schröder tinha planejado, e que a decisão de eliminar as centrais fora "absolutamente errada".
Merkel defendeu uma forte parceria transatlântica e a amizade germano-americana. Na primavera de 2003, desafiando a forte oposição pública, Merkel saiu em favor da invasão do Iraque pelos Estados Unidos, descrevendo-a como "inevitável" e acusando o chanceler Gerhard Schröder de antiamericanismo. Criticou o apoio do governo quanto à adesão da Turquia à União Europeia, preferindo ao invés disso uma "parceria privilegiada". Com isso, refletia a opinião pública que se mostrava cada vez mais hostil em relação à adesão da Turquia à União Europeia.

### Trajetória até a eleição
Em 30 de maio de 2005, Merkel foi escolhida pela coligação CDU/CSU para concorrer contra o então chanceler Gerhard Schröder do SPD nas eleições nacionais de 2005. Seu partido começou a campanha com uma vantagem de 21 pontos sobre o SPD nas pesquisas de opinião nacionais, apesar de sua popularidade pessoal estar abaixo do chanceler que disputava a permanência no cargo. No entanto, a campanha do CDU/CSU sofreu[carece de fontes?] quando Merkel, tendo feito da competência econômica o centro da plataforma do CDU, confundiu duas vezes lucro bruto e lucro líquido durante um debate na televisão. Recuperou algum impulso depois que anunciou que iria nomear Paul Kirchhof, um ex-juiz do Tribunal Constitucional alemão e importante especialista em política fiscal, como Ministro das Finanças.[carece de fontes?]
Merkel e o CDU perderam terreno após Kirchhof ter proposto a introdução de um imposto fixo na Alemanha, novamente prejudicando o principal apelo do partido referente aos assuntos econômicos e convencendo muitos eleitores de que a plataforma do CDU de desregulamentação foi concebida para beneficiar apenas os ricos. Isso foi agravado pela proposta de Merkel de aumentar o IVA para reduzir o déficit da Alemanha e preencher a perda de receita decorrente de um imposto fixo. O SPD foi capaz de aumentar seu apoio, comprometendo-se simplesmente a não introduzir impostos fixos ou aumentar o IVA. Embora posição de Merkel tenha se recuperado após ela se distanciar das propostas de Kirchhof, ela manteve-se consideravelmente menos popular do que Schröder, e a vantagem do CDU caiu para 9% na véspera da eleição.
Em 18 de setembro de 2005, a coligação CDU/CSU de Merkel e o SPD de Schröder tiveram votações bem próximas nas eleições nacionais, com a CDU/CSU saindo vencedora com 35,3% (CDU, 27,8%/CSU, 7,5%) dos votos, vindo logo atrás o SPD, com 34,2%. Nem a coligação SPD-Verdes, nem a CDU/CSU e seus parceiros de coalizão preferenciais, o Partido Democrático Liberal, obteve assentos suficientes para formar uma maioria no Bundestag, e ambos Schröder e Merkel comemoraram a vitória. A grande coalizão entre CDU/CSU e SPD enfrentava o desafio de que ambas as partes exigiam a chancelaria. No entanto, após três semanas de negociações, os dois partidos chegaram a um acordo, no qual Merkel se tornaria chanceler e o SPD teria oito dos 16 assentos no gabinete. O acordo de coalizão foi aprovado por ambas os partidos em conferências partidárias em 14 de novembro de 2005. Merkel foi eleita chanceler pela maioria dos delegados (397 a 217) no Bundestag recém-eleito em 22 de novembro de 2005, mas 51 membros da coalizão governista votaram contra ela.
Relatórios indicaram que a grande coalizão seguiria um conjunto de políticas, algumas das quais diferentes da plataforma política de Merkel como líder da oposição e candidata a chanceler. O objetivo da coalizão era cortar os gastos públicos, aumentando simultaneamente o IVA (de 16 a 19%), contribuições à seguridade social e a taxa máxima do imposto de renda.
Merkel afirmou que o principal objetivo de seu governo seria o de reduzir o desemprego e que é em relação a esta questão que seu governo seria julgado.

## Chanceler
Em 22 de novembro de 2005, Merkel assumiu o cargo de chanceler da Alemanha depois de um impasse eleitoral que resultou em uma grande coalizão com o SPD.
Nas eleições federais em 27 de setembro 2009 enfrentou o candidato do SPD, Frank-Walter Steinmeier. O CDU/CSU conquistou a maioria dos votos e formou uma coligação dos partidos CDU/CSU e FDP. Em 28 de outubro de 2009 foi estabelecido o Governo Merkel II.
É considerada uma centrista em questões sociais como o aborto e a homossexualidade.[carece de fontes?]

### Política externa

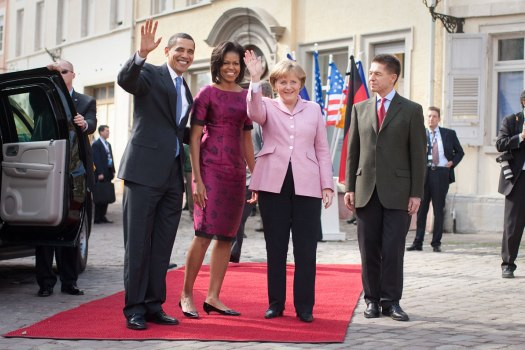
Presidente Barack Obama e Michelle Obama em 2009 visitaram a chanceler alemã Angela Merkel e seu marido, professor Joachim Sauer, na Prefeitura de Baden-Baden, Alemanha.

Em 25 de setembro de 2007, Merkel encontrou com o 14.º Dalai Lama para "conversas privadas e informais" em Berlim na Chancelaria em meio a protestos da China. Após isso, a China cancelou conversas separadas com autoridades alemãs, incluindo conversas com o ministro da Justiça Brigitte Zypries.
Uma de suas prioridades era reforçar as relações econômicas transatlânticas ao assinar o acordo na Casa Branca para o Conselho Econômico Transatlântico, em 30 de abril de 2007. O Conselho é co-presidido pelas autoridades da União Europeia e dos EUA e visa eliminar barreiras ao comércio numa ainda mais integrada área de livre comércio transatlântica. Este projeto tem sido descrito como ultraliberal pelo político de esquerda francês Jean-Luc Mélenchon, temendo uma transferência de soberania dos cidadãos para as multinacionais e um alinhamento da União Europeia às instituições e política externa norte-americana.

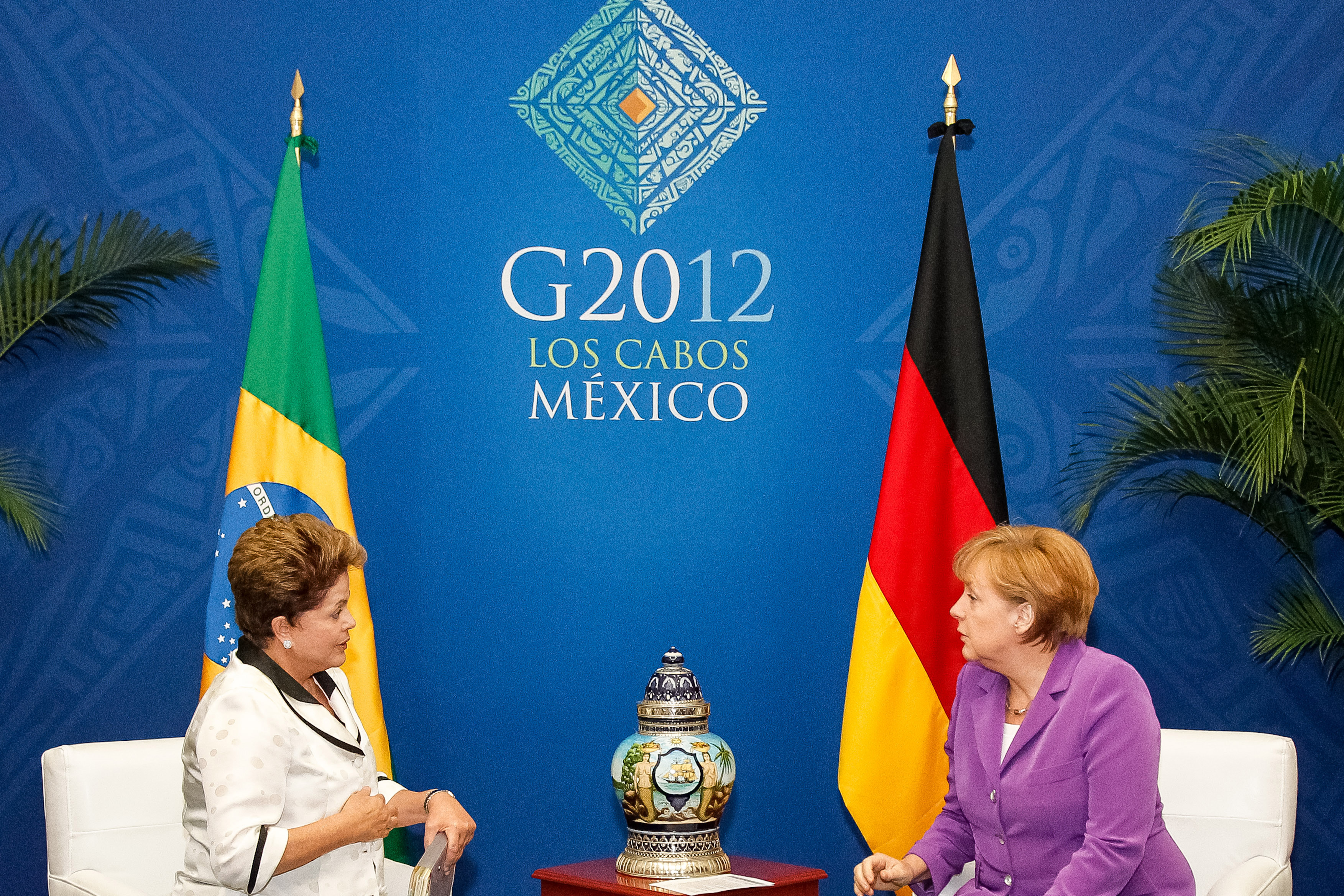
Angela Merkel e a ex-presidente do Brasil, Dilma Rousseff, na reunião do G-20 em 2012, no México.

O jornal Der Spiegel relatou que as tensões entre a chanceler Merkel e o presidente dos EUA Barack Obama foram aliviadas durante uma reunião entre os dois líderes em junho de 2009. Comentando sobre a Conferência de Imprensa na Casa Branca realizada após a reunião, o Spiegel afirmou: "É claro que a chanceler, um pouco mais reservada, não poderia realmente acompanhar essa ofensiva de charme" [de Obama]... , mas para retribuir a diplomacia "de boa índole" de Obama, "ela foi nesta direção ... ao mencionar as experiências da irmã de Obama em Heidelberg, deixando claro que tinha lido sua autobiografia".
Em 2006, Merkel expressou preocupação com a excessiva dependência de energia russa, mas recebeu pouco apoio de outros políticos e países em Berlim. Antigos países do bloco soviético, como a Ucrânia, acreditavam que a Rússia continuaria a utilizar a Gazprom como instrumento de política externa.
Era a favor do Acordo de Associação entre Ucrânia e União Europeia, mas declarou em dezembro de 2012 que a sua implementação depende de reformas na Ucrânia.

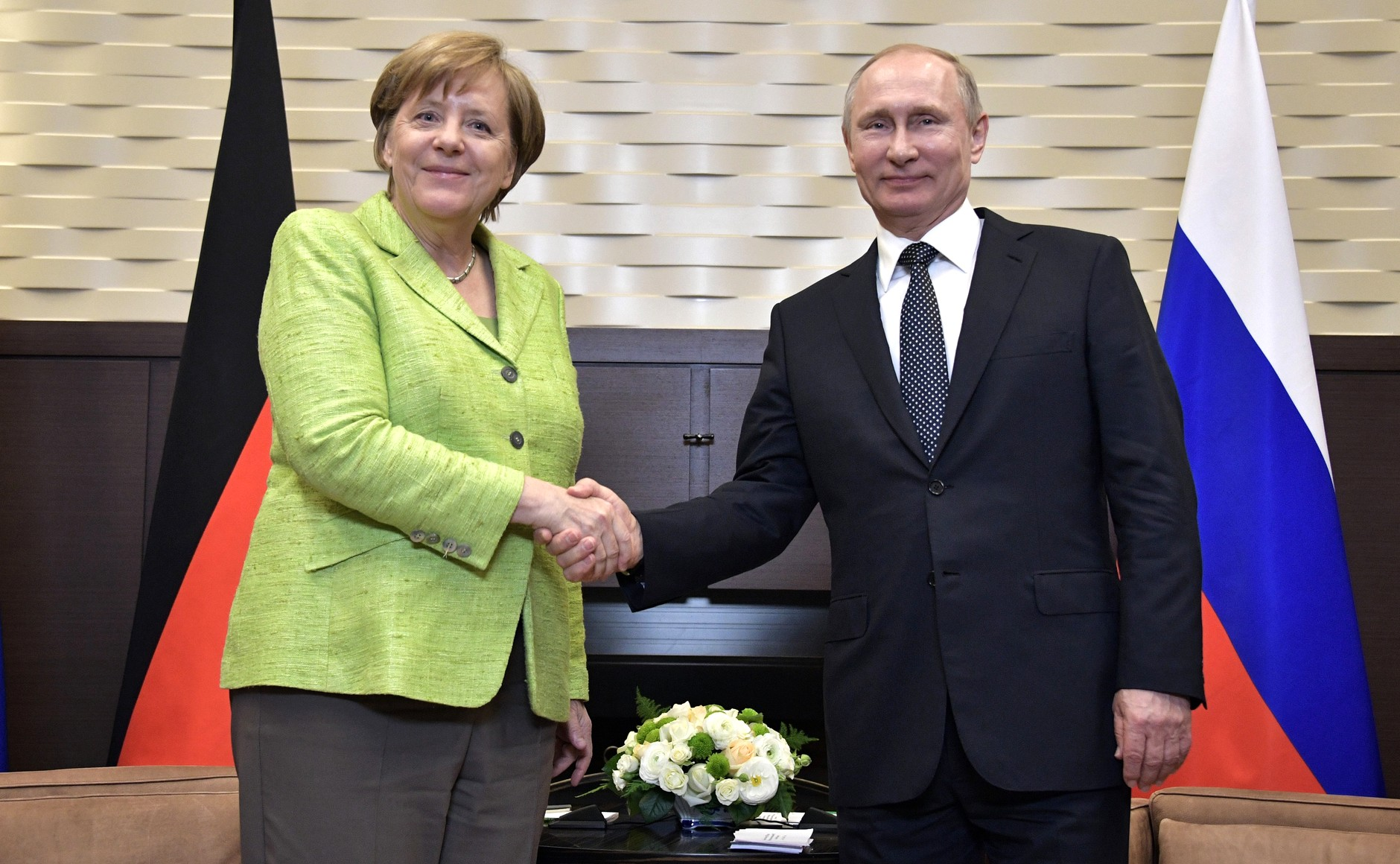
Merkel e o presidente russo Vladimir Putin.

A 2 de Março de 2009 foi agraciada com a Grã-Cruz da Ordem do Infante D. Henrique.

#### Israel
Merkel visitou Israel quatro vezes. Em 16 de março de 2008, foi a Israel nas comemorações do 60.º aniversário do Estado judeu. Foi recebida no aeroporto pelo primeiro-ministro Ehud Olmert, uma guarda de honra e muitos dos líderes políticos e religiosos do país, incluindo a maior parte do gabinete israelense. Até então, o presidente dos EUA George W. Bush tinha sido o único líder mundial que Olmert tinha agraciado com tal honraria no aeroporto. Merkel falara antes no parlamento de Israel, a única estrangeira que não era chefe de Estado a ter feito isso, embora isso tivesse provocado alguma indignação da oposição de parlamentares israelenses de extrema direita. Na época, Merkel também era tanto a presidente do Conselho Europeu como a presidente do G8. Merkel apoiou iniciativas diplomáticas israelenses, opondo-se à proposta de adesão palestina na ONU. No entanto, Merkel ficou ofendida quando a construção de assentamentos continuou além da Linha Verde, e sentiu-se pessoalmente traída pelo comportamento do governo israelense.

#### Índia

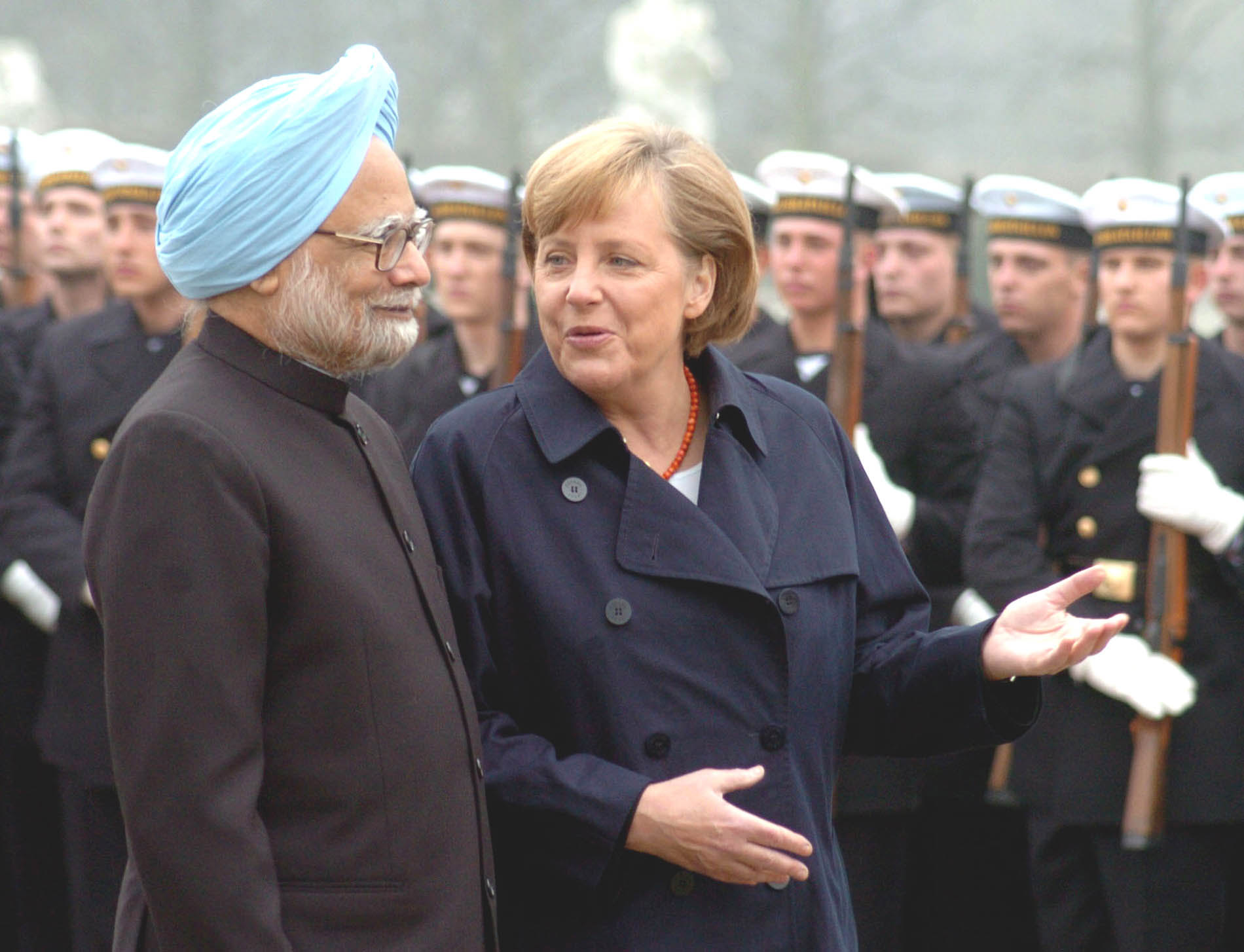
A Chanceler Angela Merkel recebendo o primeiro-ministro indiano Manmohan Singh, em 2006.

Merkel e o primeiro-ministro da Índia, Manmohan Singh, fizeram, em 2006, uma "Declaração Conjunta" enfatizando a parceria estratégica indo-alemã. Ela focalizou na futura cooperação nas áreas de energia, ciência, tecnologia e defesa. Uma declaração semelhante, assinado durante a visita de Merkel a Índia em 2007, ressaltou os progressos substanciais ocorridos nas relações indo-alemãs e estabeleceu metas ambiciosas para o seu desenvolvimento no futuro. A relação com Índia com base na cooperação e parceria foi reforçada com a visita de Merkel à Índia em 2011. A convite do governo da Índia, os dois países realizaram suas primeiras consultas intergovernamentais em Nova Delhi. Estas consultas estabeleceram um novo padrão na implementação da parceria estratégica, visto que a Índia tornou-se somente o terceiro país não-europeu com o qual a Alemanha teve este tipo de consultas abrangentes. A Índia tornou-se o primeiro país asiático a realizar uma reunião de gabinete conjunto com a Alemanha, durante a visita de estado de Merkel.
O governo indiano ofereceu o Prêmio Jawaharlal Nehru para Compreensão Internacional para o ano de 2009 para Merkel. Um comunicado emitido pelo Governo da Índia afirmou que o prêmio "reconhece a sua devoção pessoal e enormes esforços para o desenvolvimento sustentável e equitativo, para a boa governança e compreensão e para a criação de um mundo melhor posicionado para lidar com os desafios emergentes do século XXI".

### Política interna

#### Crise de liquidez
Diante das grandes quedas nos mercados de ações em todo o mundo em setembro de 2008, o governo alemão atuou para ajudar a empresa hipotecária Hypo Real Estate com uma ajuda financeira que foi acordada em 6 de outubro, com os bancos alemães contribuindo com € 30 bilhões e o Bundesbank com € 20 bilhões para uma linha de crédito.

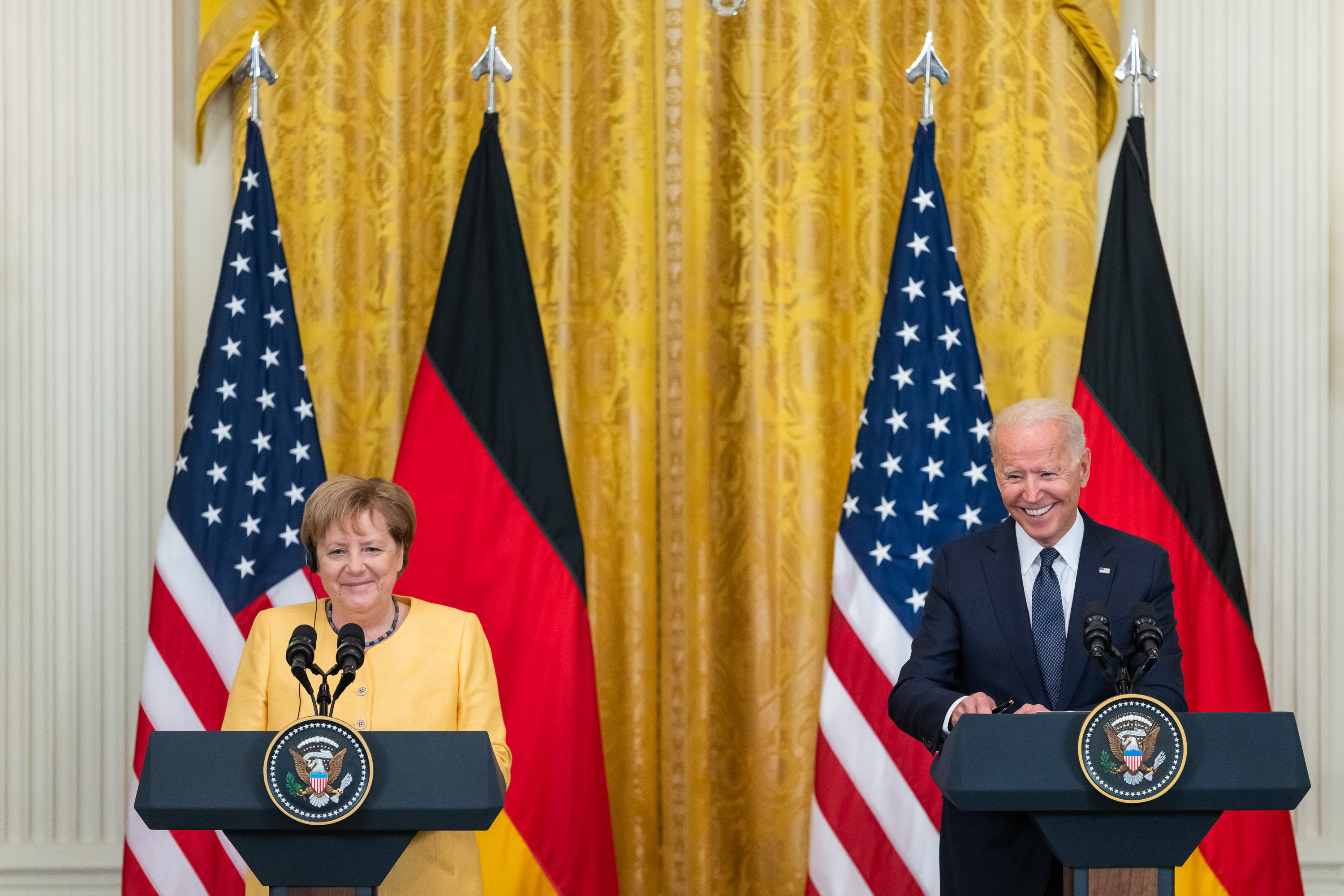
Merkel e Joe Biden, o presidente dos Estados Unidos, em um encontro na Casa Branca.

Em 4 de outubro de 2008, um sábado, seguindo a decisão do Governo da Irlanda de garantir todos os depósitos em contas de poupança privada, uma ação que ela fortemente criticava, Merkel disse que não havia planos para o governo alemão a fazer o mesmo. No dia seguinte, afirmou afinal que o governo iria garantir os depósitos de poupança privada. No entanto, dois dias depois, em 6 de outubro de 2008, verificou-se que a promessa era simplesmente um movimento político que não teria base legal. Outros governos europeus mais à frente ou aumentaram os limites ou prometeram garantir os depósitos na íntegra.

#### Política climática e energética
Tal como muitos outros países, a Alemanha acreditara que a energia nuclear eram uma boa forma de resolver a crise energética intensificada pela escassez de petróleo no início da década de 1970. Segundo os seus defensores, ao contrário das centrais a carvão, as centrais nucleares não emitiriam poluição atmosférica e por isso não aumentariam o aquecimento global em funcionamento normal; não poluiriam a água, e não perturbam o terreno, como acontece na construção de barragens. Na época, alguns especialistas pensavam que a maioria da electricidade viria das centrais nucleares até ao ano 2000.
Bem cedo no entanto as desvantagens das centrais nucleares se salientaram da pior maneira.Em 29 de Março de 1979, o reactor número dois da central nuclear de Three Mile Island, perto de Harrisburg, Pennsylvania, nos EUA, perdeu a água de refrigeração e cerca de 50 por cento do núcleo do reactor derreteu. As causas foram falhas mecânicas e falhas humanas. O resultado foi que quantidades desconhecidas de materiais radioativos escaparam para o ar. A limpeza e o pagamento de indemnizações custaram mais do que a construção do próprio reactor.
Em 26 de Abril de 1986, uma série de explosões num dos reactores da central nuclear na região de Chernobil (então parte da União Soviética) rebentou a parte superior do edifício, atirando detritos e pó radioativos para a atmosfera. Dezenas de milhares de pessoas foram expostas a níveis perigosos de radioatividade. Má concepção do reactor e deficiente formação das equipas foram responsável pelo desastre. Na estimativa da Greenpeace,   a contagem total de mortos pode atingir trinta e dois mil. O número oficial de mortos é muito menor. Taxas de cancros, tumores da tiróide e cataratas mais altas do que o normal, continuam a afligir as pessoas que vivem perto da área. Estes dois graves acidentes quase fizeram parar a construção de novos reatores nos EUA e na Europa. A energia nuclear tornou-se extremamente impopular na Alemanha. e em 1995, com Merkel como Ministra do Ambiente, Conservação da Natureza e Segurança Nuclear, uma enorme força policial interveio em Gorleben para abrir caminho ao transporte por via férrea de resíduos nucleares — o outro maior problema das centrais — para armazenamento numa mina de sal local. O sítio foi mais tarde considerado inadequado para o efeito.
Em 2010, durante o segundo Governo de Angela Merkel em coligação com os liberais, foi aprovada a lei que prolongou a vida útil das centrais nucleares por 8 a 14 anos, para além do prazo previsto de encerramento, 2021. Mas o acidente de gravidade máxima em Fukushima, em 2011, fez repensar a questão. Em junho desse ano, o governo alemão decidiu desativar todas as usinas nucleares do país até 2022.
No final de 2021, todas as centrais nucleares alemãs foram encerradas, à exceção de três.

#### Imigração e refugiados
Em outubro de 2010, Merkel disse em uma reunião de jovens membros de seu partido conservador União Democrata Cristã (CDU) em Potsdam que a tentativa de construir uma sociedade multicultural na Alemanha tinha "falhado completamente", afirmando: "O conceito de que estamos vivendo agora lado a lado e estamos felizes com isso não funciona" e pedindo aos imigrantes no país que aprendam alemão, adotem valores cristãos e abandonem práticas tais como casamentos forçados. Acrescentou que "nos sentimos ligados ao conceito cristão da humanidade, que é o que nos define. Qualquer um que não aceita isso está no lugar errado aqui". Continuou dizendo que os imigrantes devem se integrar e adotar a cultura e os valores da Alemanha. Isto contribuiu para um crescente debate no país sobre os níveis de imigração, seu efeito sobre a Alemanha e o grau em que os imigrantes muçulmanos têm se integrado à sociedade alemã.
Merkel era a favor de um "mecanismo obrigatório de solidariedade" para realocação de requerentes de asilo da Itália e Grécia para outros membros da União Europeia como parte da solução de longo prazo para a crise de migrantes na Europa.
Em finais de Agosto de 2015, durante o auge da crise dos migrantes na Europa, o governo de Merkel suspendeu as disposições europeias, que estipulavam que os requerentes de asilo deviam procurar asilo no primeiro país da UE a que chegassem. Em vez disso, Merkel anunciou que a Alemanha também processaria pedidos de asilo de refugiados sírios se estes tivessem vindo para a Alemanha através de outros países da UE. Nesse ano, quase 1,1 milhões de requerentes de asilo entraram em território alemão.
A decisão de abrir as portas da Alemanha para refugiados foi aplaudida por defensores de direitos humanos pelo mundo, mas gerou controvérsia sobre o impacto de toda essa migração. Como resultado, grupos de extrema-direita alemães se fortaleceram, fazendo da anti-imigração e oposição ao multiculturalismo uma de suas bandeiras e meios de ataque contra Merkel.
Em outubro de 2015, Horst Seehofer, Primeiro-Ministro do Estado da Baviera e líder da CSU, criticou a política de Merkel de permitir a entrada de centenas de milhares de migrantes do Médio Oriente: "Estamos agora num estado de espírito sem regras, sem sistema e sem ordem por causa de uma decisão alemã". Seehofer atacou as políticas de Merkel numa linguagem afiada, ameaçou processar o governo no Supremo Tribunal, e deu a entender que a CSU poderia derrubar Merkel. Alguns deputados do partido da CDU de Merkel também manifestaram insatisfação com Merkel.
A Chanceler insistiu que a Alemanha tinha a força económica para lidar com o afluxo de migrantes e reiterou que não há limite máximo legal para o número de migrantes que a Alemanha poderia aceitar. No período da sua política de fronteiras abertas, várias mulheres foram assassinadas por imigrantes sem controle, como o assassinato de Maria Ladenburger em 2016 e o assassinato de Susanna Feldmann em 2018, e também se deram os acontecimentos da passagem de ano de 2015/2016, em várias cidades e principalmente em Colónia, onde centenas de mulheres foram sexualmente agredidas.
Os ataques de novembro de 2015 em Paris levaram a uma reavaliação da posição das autoridades alemãs em relação aos migrantes. Parecia haver um consenso entre as autoridades, com exceção de Merkel, de que um nível mais alto de escrutínio era necessário para examinar os migrantes em relação aos seus objetivos na Alemanha. No entanto, embora não limitando oficialmente o influxo numericamente, Merkel endureceu a política de asilo. Parte da imprensa internacional criticou fortemente a chanceler, e o Sunday Times considerou ser clara a sua ingenuidade.

#### Aprovação

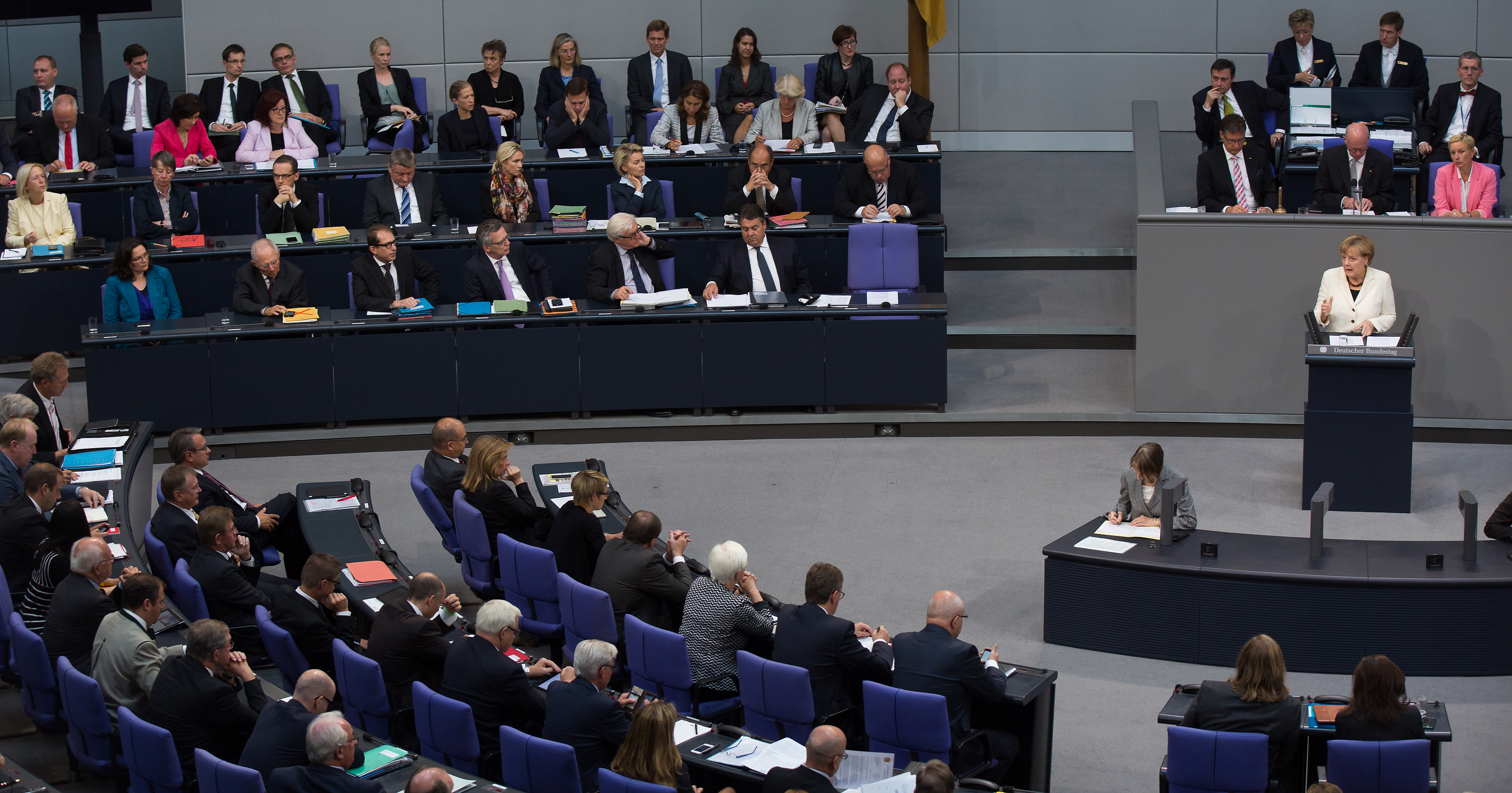
A Chanceler Merkel discursando no Bundestag.

No meio de seu segundo mandato, a aprovação de Merkel despencou no país, resultando em grandes perdas nas eleições estaduais de seu partido. Uma pesquisa em agosto de 2011 revelou que sua coligação tinha apenas 36% de apoio em relação a uma coligação rival, que teve 51%. No entanto, ela saiu-se bem em sua gestão da recente crise do euro (69% avaliaram seu desempenho como bom, em vez de fraco) e seu índice de aprovação chegou ao máximo histórico de 77% em fevereiro de 2012.

#### Saída do cargo

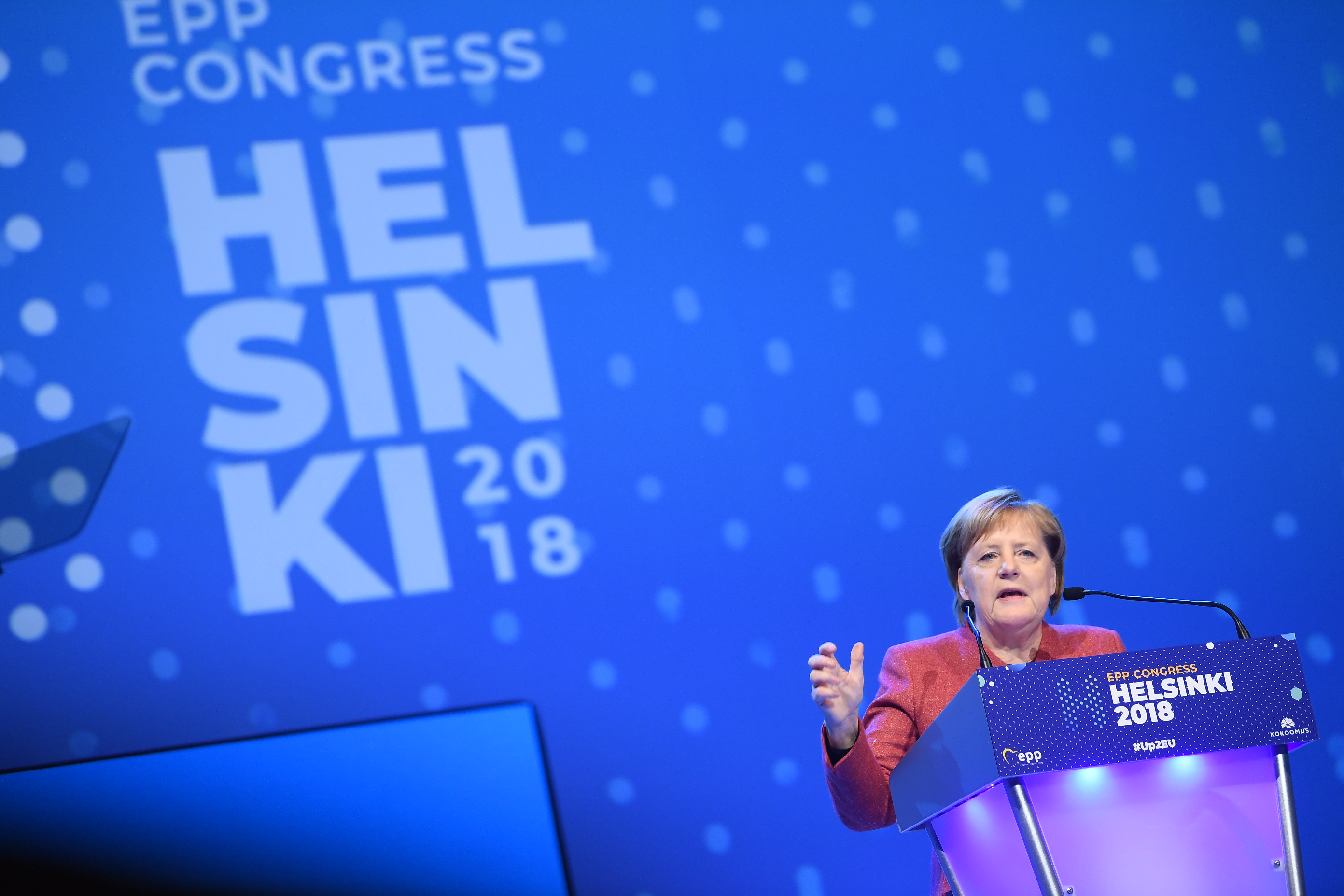
Merkel em 2018.

Em outubro de 2018, Merkel anunciou que ela não concorreria na eleição federal de 2021. Em agosto de 2019, segundo uma pesquisa de opinião, cerca de 67% dos alemães afirmaram que queria que Merkel permanecesse no cargo até o final do seu mandato, em dezembro de 2021, enquanto 29% disseram que queriam que ela deixasse o cargo imediatamente.
Em setembro de 2021, as eleições se provaram inconclusivas, embora o SPD (de oposição) ganhou a maioria dos assentos no Parlamento. Uma série de negociações começaram para formar um novo governo de coalizão. Em 23 de novembro, uma coalizão foi anunciada, com Olaf Scholz conseguindo maioria para ser proclamado Chanceler e suceder a Merkel. Merkel continuou a servir como chefe de governo até 8 de dezembro de 2021, quando Scholz foi formalmente empossado.

## Vida pessoal
Em 1977, Angela Kasner casou-se com o estudante de física Ulrich Merkel. O casal divorciou-se em 1982. Seu segundo e atual marido é o químico quântico e professor Joachim Sauer, que tem permanecido fora dos holofotes da mídia. Eles se conheceram em 1981, tornaram-se parceiros mais tarde e casaram-se discretamente em 30 de dezembro de 1998. Angela não tem filhos, mas Sauer tem dois filhos adultos de um casamento anterior.

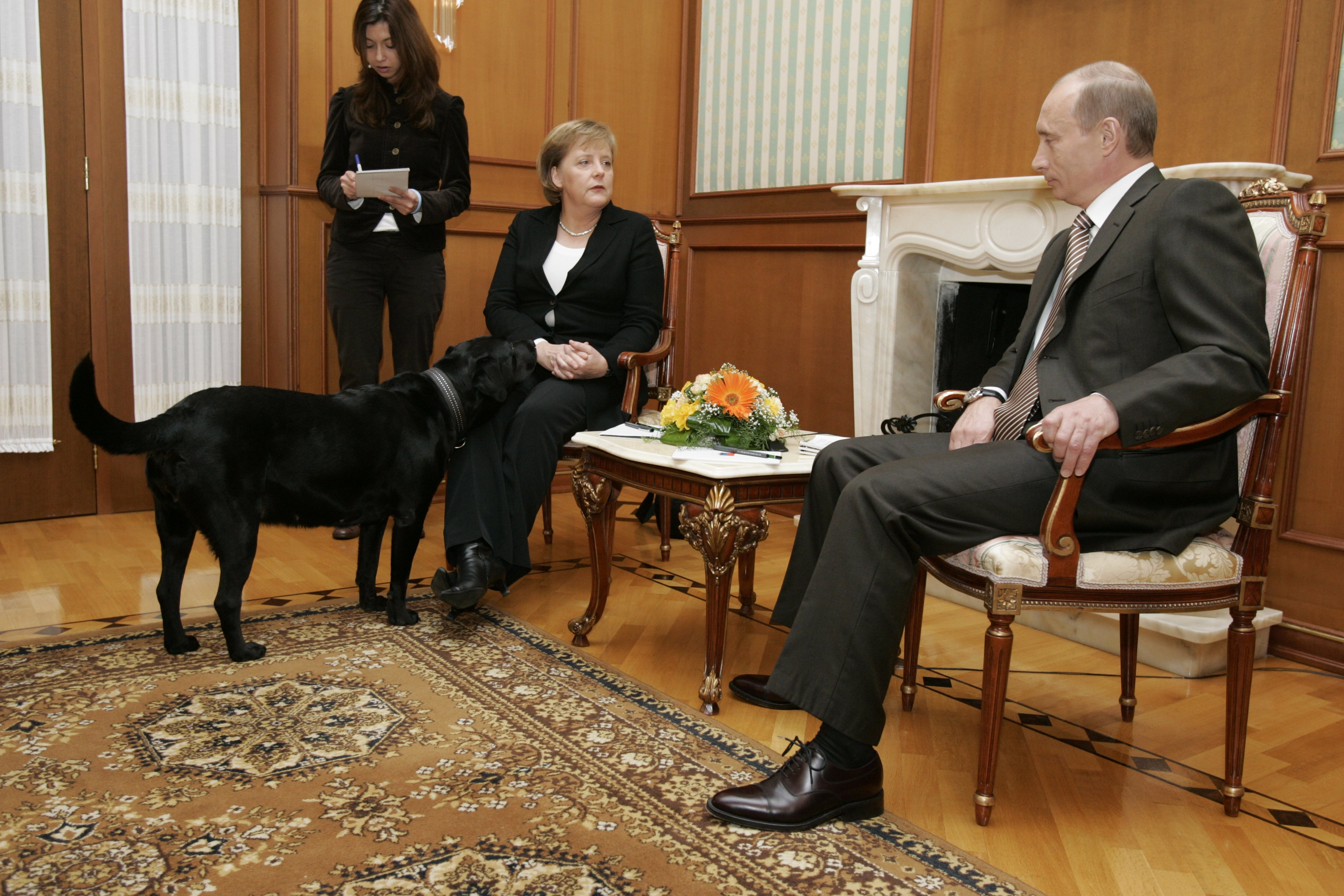
Putin, o cão e Merkel. A equipa da chanceler avisara os russos da sua aversão a cães, mas Putin colocou Konni na sala.

Angela Merkel é conhecida por não gostar de cachorros. Vladimir Putin, em um movimento que lembra o primeiro chanceler da Alemanha, trouxe seu Labrador Retriever durante uma coletiva de imprensa com Merkel em 2007. Putin afirma que não quis assustá-la, embora Merkel mais tarde tenha observado: "Eu entendo por que ele tem que fazer isso - para provar que ele é um homem ... Ele tem medo de sua própria fraqueza".
Merkel é uma fervorosa fã de futebol e é conhecida por ouvir jogos no Bundestag e assistir a jogos da equipe nacional em sua capacidade oficial como chanceler do país.
Participa de organização humanitária como Associada Honorária do Rotary Club of Stralsund Hansestadt, Alemanha desde 2002.

## Comparações
Como política mulher pertencente a um partido de centro-direita e que também é uma cientista, Merkel tem sido comparada na imprensa de língua inglesa com a ex-primeira-ministra britânica Margaret Thatcher. Alguns têm se referido a ela como "Dama de Ferro", "Garota de Ferro", e até "A Frau de Ferro" (todos aludindo a Thatcher, cujo apelido era "A Dama de Ferro", além de também ter diploma científico, uma licenciatura em química em Oxford). Comentaristas políticos têm debatido quão semelhantes são suas agendas. No decorrer de seu mandato, Merkel recebeu o apelido "Mutti" (de uma forma familiar do alemão para "mãe"), dito pelo Der Spiegel para se referir a uma figura de mãe idealizada dos anos 1950 e 1960. Também tem sido chamada de "Chanceler de Ferro", em referência a Otto von Bismarck.
Além de ser a primeira mulher chanceler alemã, a primeira a representar a República Federal da Alemanha, que incluiu a ex-Alemanha Oriental (embora ela tenha nascido no lado ocidental e se mudado para o lado oriental poucas semanas depois de seu nascimento, quando seu pai decidiu voltar para a Alemanha Oriental como um pastor luterano:10), e a mais nova chanceler alemã desde a Segunda Guerra Mundial, Merkel é também a primeira nascida depois da Segunda Guerra Mundial, e a primeira chanceler da República Federal com formação em ciências naturais. Ela estudou física, enquanto seus antecessores estudaram direito, negócios, história ou eram oficiais militares, entre outros.
A revista americana Forbes nomeou-a a segunda pessoa mais poderosa do mundo em 2013, a mesma revista a nomeou a mulher mais poderosa do mundo em 2018. Em 2019 a chanceler da Alemanha foi novamente nomeada pela Forbes como a mulher mais poderosa do mundo, completando assim nove anos interruptos na primeira posição.

## Controvérsias
Angela Merkel foi criticada por estar pessoalmente presente e envolvida na entrega do Prêmio de Mídia M100 ao cartunista dinamarquês Kurt Westergaard, o autor da caricatura de Maomé com uma bomba no turbante, uma das 12 publicadas pelo jornal dinamarquês Jyllands-Posten em 2005. Na ocasião, Angela Merkel defendeu vigorosamente a liberdade de imprensa contra os fanáticos religiosos.
Isso aconteceu em um momento de debate emocional feroz na Alemanha sobre comentários depreciativos sobre os imigrantes muçulmanos feitas pelo ex-executivo do Deutsche Bundesbank, Thilo Sarrazin. O Conselho Central dos Muçulmanos e o partido de esquerda Die Linke (ou A Esquerda) bem como o Partido Verde Alemão criticaram o ato da chanceler. O jornal Frankfurter Allgemeine Zeitung escreveu: "Esta provavelmente será a nomeação mais explosiva de sua chancelaria até agora".[ligação inativa] Outros elogiaram Merkel e consideraram a escolha um movimento corajoso e ousado para a causa da liberdade de expressão. A primeira página do jornal de grande circulação Bild era a foto de Merkel com Westergaard sob a manchete "A mais corajosa aparição pública de Merkel!".
A posição de Merkel em relação aos comentários controversos por Thilo Zarrazin no que diz respeito aos muçulmanos e judeus foi inteiramente crítica. Segundo suas declarações pessoais, a abordagem de Zarrazin é "totalmente inaceitável" e contraproducente para os contínuos problemas de integração.[ligação inativa]
Em setembro de 2010, a respeito de um debate sobre a integração, Merkel disse ao jornal Frankfurter Allgemeine Zeitung que o Islão se tornará ainda mais visível na Alemanha no futuro: "Mesquitas, por exemplo, farão parte de nossa paisagem urbana mais do que costumavam ser". Mas, nas suas palavras, Angela Merkel quer ser rigorosa com quem não quer integrar-se. Merkel sublinhou que não toleraria nenhuma sociedade paralela em que direitos fundamentais, tais como direitos iguais para homens e mulheres, não se aplicassem.
Em outubro de 2010, após um discurso do Presidente da República Federal da Alemanha Christian Wulff durante o dia da reunificação alemã, ela declarou que "o Cristianismo pertence-nos, assim como o Judaísmo", e acrescentou "mas o Islão também. E faz parte da Alemanha".
Os membros de seu gabinete e a própria Merkel também apoiam e pensam introduzir aulas de educação islâmica nas escolas.[ligação inativa][ligação inativa] O ministro De Maizière pensa que a educação religiosa islâmica se deve tornar parte da vida cotidiana nas escolas alemãs, para que os muçulmanos se integrem melhor. O governo federal também quer imãs formados na Alemanha e que “atuem na língua alemã”.

## Declarações
Merkel acredita que a União Europeia não tem conseguido estabelecer alguns interesses comuns para as guerras comerciais do futuro, agora que se tem como objetivo manter a paz e a liberdade com o fim da Guerra Fria. E quanto aos assuntos internos, Merkel quer acelerar as reformas dos sistemas alemães: Na Alemanha estamos sempre enfrentando o perigo da nossa própria lentidão. Temos que acelerar as reformas.